# Il sole negli occhi
Il sole negli occhi è un film drammatico del 1953, diretto da Antonio Pietrangeli, al suo esordio come regista.

## Trama

Celestina in una scena del film

Celestina, giovane campagnola di Castelluccio di Norcia, ingenua, sprovveduta, ignorante, dopo aver perduto entrambi i genitori arriva a Roma a fare la domestica presso la casa di una coppia borghese che sta traslocando in un quartiere di nuova costruzione. Qui  fa la conoscenza di Fernando, un idraulico che la corteggia insistentemente. Qualche tempo dopo i suoi fratelli vanno a trovarla per dirle che hanno venduto la loro casa in Umbria e che emigrano in Australia in cerca di lavoro. Celestina si ritrova completamente sola in un mondo per lei sconosciuto.
Licenziata, viene assunta da una coppia di pensionati dove Fernando la rintraccia, ma lei lo respinge. Qui conosce un agente di polizia con cui si fidanza. I due anziani la trattano come una figlia e progettano di nominarla loro erede, ma questa decisione scatena le rimostranze degli interessati parenti. Celestina chiede allora aiuto al suo fidanzato, ma costui si tira indietro e le propone una convivenza, che la giovane rifiuta, abbandonando sia lui che il lavoro.
La giovane domestica trova allora un terzo impiego in una casa signorile, ma dopo un inizio promettente è causa di uno scandalo quando viene sorpresa a baciarsi nel bagno con l'idraulico (Fernando), che stavolta era stata lei a cercare. Licenziata di nuovo, trova, grazie ad uno stratagemma, un quarto lavoro presso una famiglia di commercianti arricchiti. Intanto Fernando è andato a lavorare con Marcucci, che gli propone di diventare suo socio, ma a condizione che ne sposi la sorella. Lui intanto continua a frequentare Celestina, ma nascondendole la verità.
La famiglia presso cui la giovane lavora si trasferisce per l'estate a Ladispoli, dove lei attende invano che Fernando, come aveva promesso, la raggiunga. Qui si accorge di aspettare un figlio. Torna allora a Roma per cercarlo, ma scopre che lui nel frattempo si è sposato. Lo incontra ancora, ma, di fronte al suo solito comportamento irresponsabile, disperata, si getta sotto un tram. I medici salvano sia lei che il bambino; Fernando va a trovarla in ospedale e le promette che resterà con lei. Stavolta sembra sincero, ma Celestina ha deciso: rifiuta di vedere ancora l'uomo ed affronterà da sola la vita per amore del bambino che sta per nascere.

## Produzione

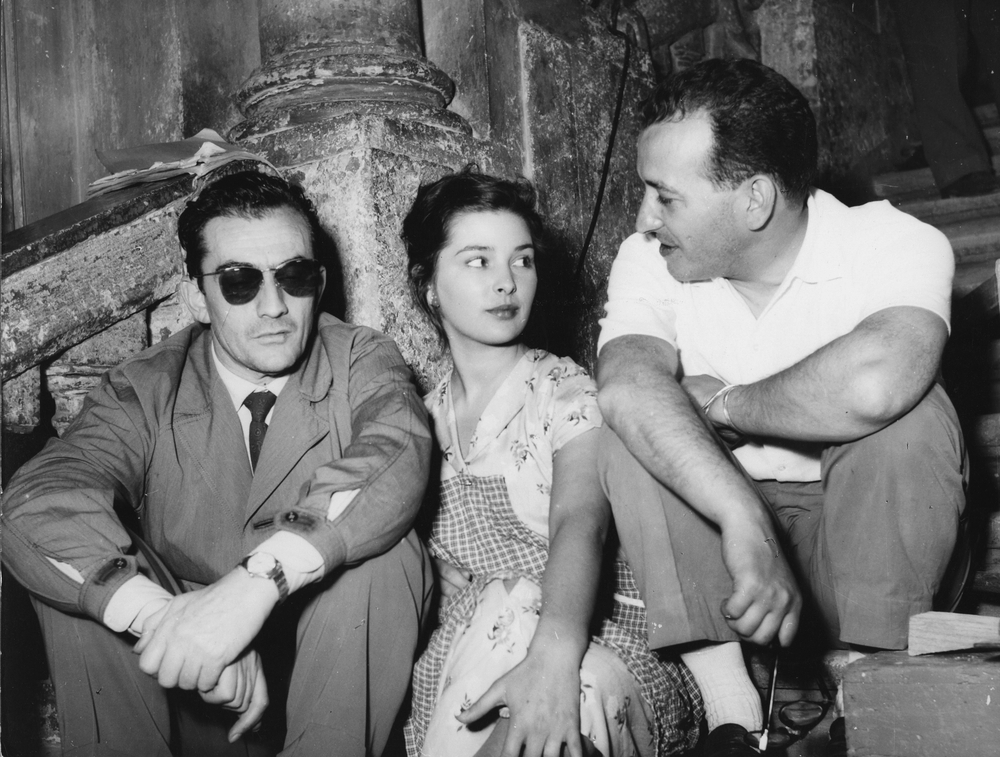
Luchino Visconti, Irene Galter e Pietrangeli sul set del film

Il sole negli occhi è la prima regia alla quale si dedica Antonio Pietrangeli dopo un lungo tirocinio nel mondo del cinema, iniziato dapprima nel giornalismo (redattore di Bianco e nero e critico cinematografico per Cinema), e successivamente come sceneggiatore in film diretti, tra gli altri, da Luchino Visconti (tra cui Ossessione), Alberto Lattuada, Alessandro Blasetti e Mario Camerini. Proprio dalla collaborazione con Visconti nasce la sceneggiatura di Maratona di danza, un film che avrebbe dovuto raccontare le vicende di una gara di ballo, dei cui personaggi femminili (tra i quali quelli di una domestica di origini campagnole) si era occupato Pietrangeli e che, al pari di molti altri progetti di Visconti, non sarà realizzato. Nel soggetto originario il personaggio della domestica, da cui poi Pietrangeli trarrà la figura di Celestina, viene ingiustamente accusata di furto e si uccide.
Nel 1951 Pietrangeli recupera e sviluppa quel personaggio con il titolo Il lungo viaggio di Celestina e prende corpo la sceneggiatura, alla quale collaborano Lucio Battistrada e, saltuariamente, Ugo Pirro. Tutte le fonti indicano come co-sceneggiatrice anche Suso Cecchi D'Amico, il cui nome però non compare nei titoli di testa. Le riprese del film iniziarono nel mese di maggio 1953 e durarono circa due mesi negli stabilimenti della "Titanus" e, per gli esterni, a Roma ed in alcune località del Lazio come il Lago Albano di Castel Gandolfo e Torvaianica. Da segnalare, in particolare, nel cast tecnico il ruolo di aiuto regista svolto per questo film da Franco Zeffirelli.

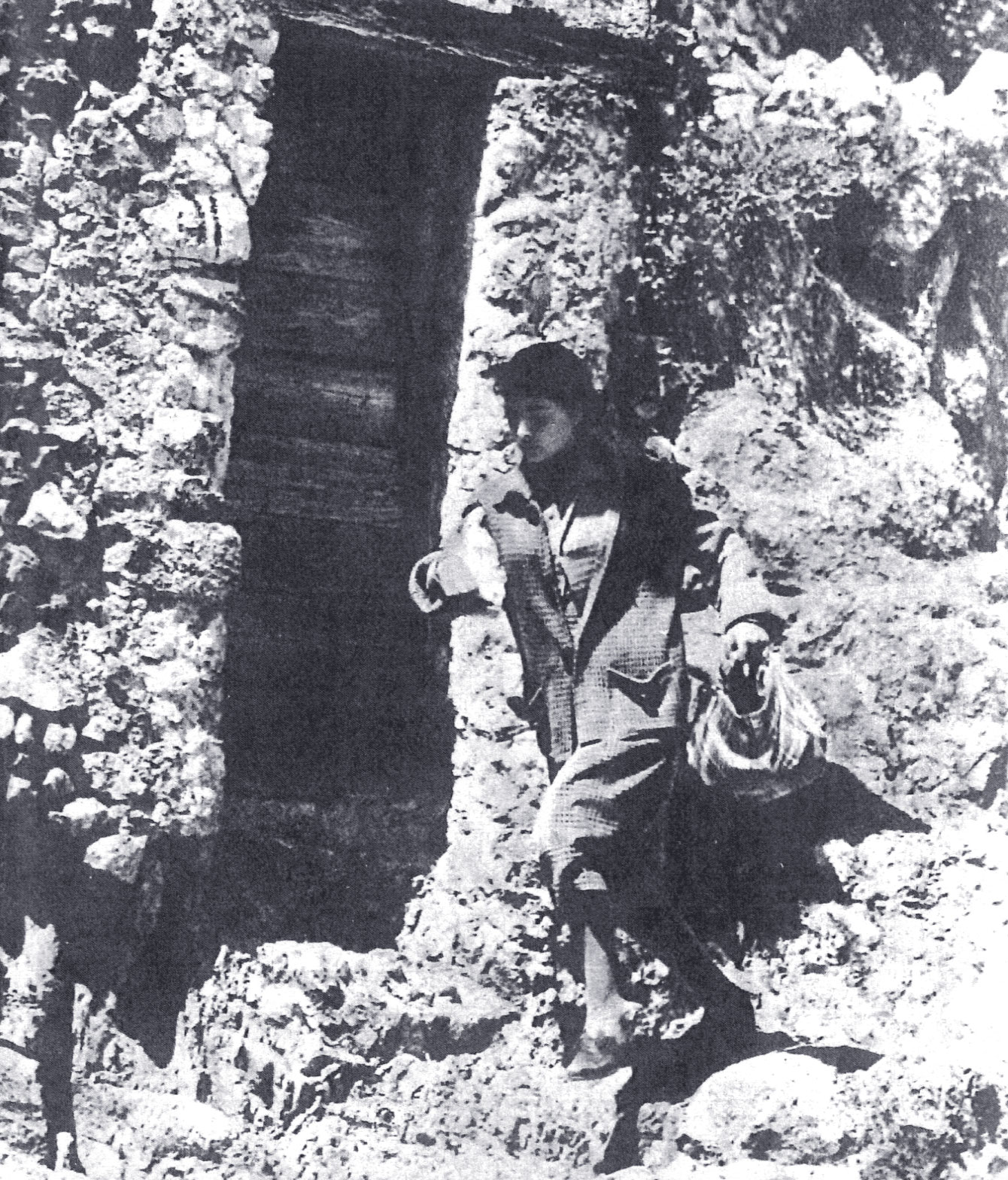
Irene Galter nelle scene iniziali del film che illustrano la partenza di Celestina dal paese natio

I tempi stretti concessi al regista dalla produzione furono uno degli elementi che, secondo Pietrangeli, indebolirono la consistenza del film, causando quello che egli stesso ne considererà, a posteriori, il principale difetto: «la preponderanza, soprattutto nella seconda parte - ha detto il regista - della storia d'amore sull'indagine (…) la solitudine e lo smarrimento della cameriera avrebbero forse dovuto assumere un più marcato rilievo». Inoltre, la sceneggiatura originale non prevedeva il "pentimento" di Fernando dopo il tentato suicidio di Celestina, bensì il ritorno di costei al paese natio assieme ad uno dei due fratelli ed al figlio, ma la produzione insistette per un finale diverso.
L'eccessiva esiguità dei tempi di ripresa furono lamentati da Pietrangeli che si vide costretto a tagliare diverse scene presenti nella sceneggiatura, tra cui una nella quale Celestina vaga sconcertata per una città che non conosce.
Quando le riprese stavano terminando, fu il quindicinale Cinema a presentare le intenzioni del regista: «Pietrangeli non vuole agitare dietro ai padroni l'ombra dello schiavista, né dietro ai domestici quello di servo della gleba, né sostenere che la loro vita è determinata da cupe violenze. I loro rapporti sono i più normali modi di vita. Ma è proprio questa banalità che fa luce sull'aspetto più triste della situazione: servitori e "padroni" ciechi gli uni di fronte ai drammi degli altri». Considerazioni che Pietrangeli ribadì anche in altre occasioni: dapprima su l'Unità dove disse che «le famiglie, parlo di famiglie normali né particolarmente buone né particolarmente cattive, considerano, senza rendersene magari conto, le donne di servizio come oggetti, senza pensare che questi oggetti hanno una loro vita, hanno le loro gioie, i loro dolori, i loro drammi» e poi con la pubblicazione di un articolo su Cinema Nuovo, dove scrisse che non aveva voluto dimostrare nulla: «Mi interessava solo raccontare vizi e virtù di un'umanità semplice e primitiva. Se col mio film sono riuscito ad esprimere solo una parte delle difficoltà (…) di una sola di quelle migliaia di ragazze che vengono dalla campagna in città perché sono costrette a servire, credo di non aver fatto una fatica inutile».

## Distribuzione

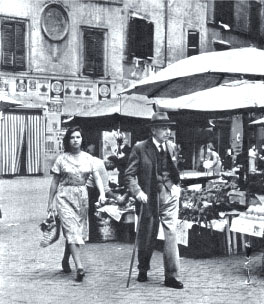
Irene Galter e Aristide Baghetti in un mercato di Roma

Il sole negli occhi passò quasi indenne attraverso la rigida censura del tempo, che impose la modifica di due sole frasi, entrambe relative al rapporto di Celestina col suo fidanzato agente di P.S. Maggiori difficoltà ci furono invece in sede di distribuzione. «Il film è stato lanciato - disse Pietrangeli - nascondendo accuratamente che si trattava di un racconto sulle cameriere. "La cameriera non richiama il pubblico" mi fu autorevolmente osservato». - Anche la scelta del titolo del film risentì di questo aspetto: «Il titolo definitivo - disse ancora il regista - è del tutto fuori luogo perché Celestina mi pare ancora oggi il titolo più aderente alla storia semplice e modesta». Queste reticenze della produzione comportarono anche il rifiuto, da parte della "Titanus" di allestire una domenica mattina a Roma una proiezione gratuita del film riservata alle domestiche, motivato dal fatto che «il lancio del film con donne di servizio avrebbe declassato il film»».
Il titolo del film fu tuttavia oggetto di un'azione legale intentata dallo scrittore giornalista Giovanni Cenzato che nel 1922 aveva scritto un racconto intitolato, appunto, Il sole negli occhi. Il film fu per un breve periodo ritirato dalle sale e ridistribuito col titolo di Celestina.,
Ciononostante, il film fu inviato a rappresentare il cinema italiano ad alcune manifestazioni internazionali: fece infatti parte della selezione italiana al Festival di Mar del Plata, svoltosi dall'8 al 15 marzo 1954 nella località argentina. Qualche settimana dopo fu presentato, anche se con poco successo, al festival di San Paolo del Brasile.

## Accoglienza

### Incassi
Il primo film diretto da Pietrangeli non ebbe un buon risultato sotto il profilo commerciale. Risulta aver infatti introitato circa 136 milioni di lire dell'epoca, una somma modesta se paragonata a quelle dei campioni d'incasso di quell'anno, che furono da un lato Pane, amore e fantasia di Luigi Comencini, che proponeva con la figura della spigliata "bersagliera" affidata alla Lollobrigida un tipo di donna anch'essa di origine campagnola, ma ben diversa dall'impacciata Celestina interpretata dalla Galter - dall'altro le pellicole di Matarazzo, che, sommate insieme, superarono anch'esse il miliardo e 400 milioni. Un risultato che conferma come «a partire dal '51-'52 chi voglia seguire le tracce del filone neorealista può limitarsi a prendere in esame solo il settore di coda delle classifiche economiche».

### Critica

#### Giudizi dell'epoca
In contrasto con i gusti del pubblico, Il sole negli occhi riscosse invece molti e prevalenti consensi da parte dei critici. Tra gli elogi alla prima regia di Pietrangeli anche quello di Alberto Moravia, al tempo critico cinematografico de L'Europeo, che considera il film «un neorealismo più sorridente, più accomodante, più manierato» entro cui annoverare anche il film di Pietrangeli, scrisse che «occorre riconoscere che, pur entro i limiti di una specie di vita esemplare, il regista ha lavorato con una sicurezza ed una conseguenza rare per un esordiente (in un) film che non si alza mai al di sopra di un livello aneddotico e neppure si abbassa mai in una caduta di toni discordanti, tutto unito, eguale, raccontato con effetti che vanno da una misurata commozione ad una non meno misurata ironia».
Un giudizio positivo venne anche da Giulio Cesare Castello su Cinema secondo cui «il merito essenziale del film è tenersi lontano da ogni schematizzazione e da ogni posizione preconcetta», pur avendo descritto quattro ambienti sociali come «la media borghesia frenetica come lo sviluppo, quella colta, ma indigente eppur affettuosa, l'alta borghesia con assenza di rapporto umano ed i commercianti grassi e svelti ad allungare le mani». In conclusione, «come prova d'esordio Il sole negli occhi è assai positiva. La nascita di un nuovo regista è un fatto da festeggiare. Marginali i rilievi, tranne quello del titolo, nebuloso e deteriormente letterario».
Critica favorevole anche da Mario Gromo su La Stampa che scrisse di «un film semplice, lineare, sentito. Forse fin troppo semplice, per molti palati soliti a ben altro; ma c'è una deliberata e decisa coerenza, in questo Pietrangeli che delinea un suo soggetto, ne sviluppa una sua sceneggiatura, e giunge alla regia di ogni inquadratura ben sapendo, istante per istante, che cosa dovrà trarne. Se il giovane regista avesse dedicato le sue molteplici fatiche a una vicenda più corposa e più appariscente, ne avrebbe forse composto un film di non minore valore, ma di un più vasto e sicuro successo. Si è imposto, invece, un tema di tutti i giorni, quasi in grigio, scegliendo a sua eroina una giovane servetta; ed è questa una modestia che si risolve in orgoglio. Forse non saranno molti, a riconoscere le sue orgogliose ambizioni sotto una veste, apparentemente, tanto modesta; ma quei non molti potranno apprezzare e gustare una regia meditata, coerente, sensibile. Ciò è cosa talmente rara da doversi additare, soprattutto in un giovane. […] È un romanzetto che ha l'andamento di una 'novelluccia'; rinuncia a ogni e qualsiasi "finale"; e prima, durante il suo procedere, aveva rinunciato a ogni e qualsiasi effettistica. Ma le varie figure e figurine sono tratteggiate con un intelligente impegno, che sa giungere a coloriti evidenti. C'è una visione diretta, in questo film, del suo modesto scorcio di vita; nulla di riecheggiato, di ricalcato, di rimpastato».
Riserve che espresse anche Nino Ghelli, pur riconoscendo che «seppur attraverso gravi difetti di struttura (il film) riveste una certa importanza. Presenta un personaggio preciso, credibile e di abbastanza viva immediatezza umana, il che non è poco merito specie se si considera che la materia, sollecitando furori di polemica sociale, avrebbe potuto sfociare nelle consuete diatribe». Nonostante i difetti, quindi, «non mancano momenti felici o addirittura felicissimi, di toccante e viva attualità, con inquadrature che puntualizzano la dolorosa solitudine della ragazza, il suo avvilimento fisico. In conclusione, una prova che pur con le dovute riserve, deve considerarsi notevole se riferita alla personalità di un autore debuttante».
Il giudizio più negativo restò quindi quello dei fautori del neorealismo, che criticarono proprio quella mancanza di una "tesi" con cui il regista aveva presentato il suo film. Posizione esemplificata in particolare da Ferdinando Rocco sulla Rassegna del film che ritenne il film di esordio di Pietrangeli «un racconto ben presentato, lindo e singolarmente corretto, ma pressoché privo di una sostanziale vena realistica. Ogni cosa è al suo posto, la recitazione sobria e misurata, la sceneggiatura nitida (…), tuttavia siamo lontani sia dal piano dell'arte che da quello, più modesto, di una commossa e vibrante oratoria; non sentiamo più scorrere la linfa vitale del vero e grande cinema italiano realistico». Pur riconoscendo che il film «non scade mai nel tono di "appendice"», l'autore - secondo il commento - «si rifugia in un assenteismo allarmante e significativo. Egli si è prefissato di non dimostrare nulla e nulla ha dimostrato».

#### Giudizi successivi

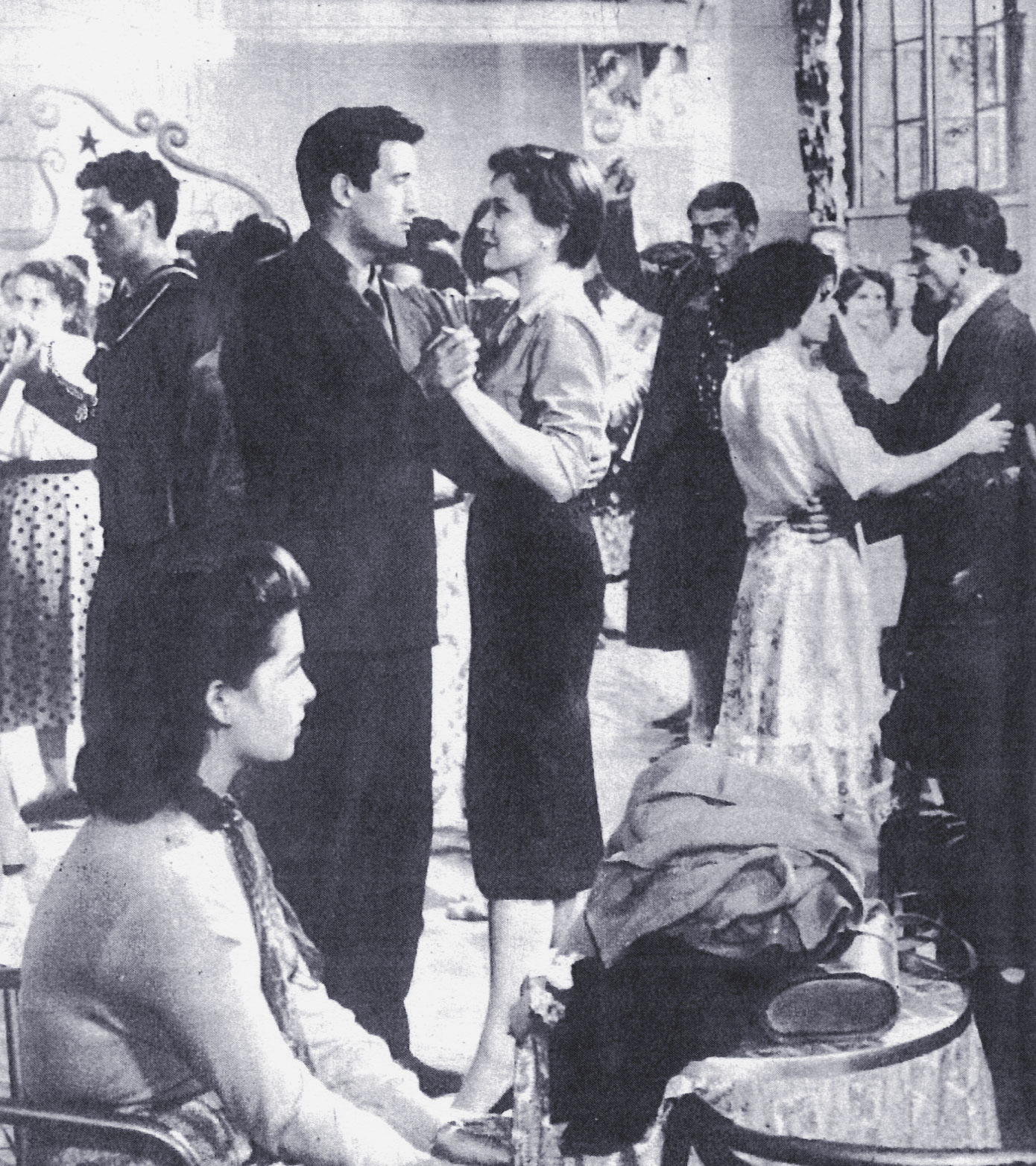
La balera, svago domenicale delle domestiche, con la timida Celestina seduta impacciata in primo piano

Con gli anni, il primo film di Pietrangeli venne considerato anticipatore di tutta la sua successiva filmografia. «Il sole negli occhi - ha scritto Marradi - così apparentemente legato al modello neorealista, se ne allontana per l'inedito rilievo dato al personaggio femminile (che) si presenta dimessa e smarrita, assolutamente priva di qualsiasi carica erotica, contrapposta da un lato al protagonismo maschile di molti film neorealisti, dall'altro al divismo casereccio a base di "maggiorate". Celestina è l'archetipo di molti personaggi femminili di Pietrangeli, come l'Adriana di Io la conoscevo bene». Anche secondo Rondolino «l'esilità dell'opera non molto differiva dai film di Comencini o di Emmer. Ciò che distingue tuttavia Pietrangeli fu una notevole ed originale capacità di rappresentare i vari aspetti, spesso complessi e contraddittori, della psicologia femminile (come Adua e le compagne)».
«Il primo film di Pietrangeli - ha scritto il Catalogo Bolaffi - che si richiama per la semplice storia ed i modi di narrazione al neorealismo, è invece soprattutto un acuto ritratto psicologico di donna che preannuncia quelli più complessi di Nata di marzo e de La visita». Secondo giudizi più recenti «Pietrangeli rivela originalità di stile, predilezione per i volti femminili, anticonformismo sui temi, precisione dello sguardi e la scelta di una dimensione sospesa tra disincanto e commozione», mentre sia il Morandini che il Mereghetti concordano nel ritenere Il sole negli occhi la prima opera in cui il regista romano dimostra un'inconsueta capacità di tratteggiare ritratti di donne: «è l'inizio - secondo Morandini - di una ricca galleria di personaggi femminili che è forse il suo maggior titolo di gloria». «Inaugura - scrive Mereghetti - in modo non banale la sua galleria di ritratti femminili (con una) commedia umana e ricca di osservazioni acute assai lontana dal neorealismo rosa che allora cominciava ad imperversare».
Sarà lo stesso Pietrangeli ad illustrare nel 1967 la logica ed il significato da lui attribuito a quei ritratti: «Dalla Celestina de Il sole negli occhi alla Adriana di Io la conoscevo bene possono ritrovarsi alcune tappe dell'evoluzione della società italiana, un processo di trasformazione in cui la donna ha incontestabilmente un ruolo da protagonista, dalla posizione in cui era relegata ancora subito dopo la guerra a quella che, di forza, ha occupato negli ultimi anni. Tra questi due personaggi c'è effettivamente un legame di parentela, meno lontano e superficiale di quanto si possa pensare».

## Riconoscimenti
Il film è stato poi selezionato tra i 100 film italiani da salvare.